# Viktoria von Ballasko
Viktoria von Ballasko, nata Viktoria Maria Franziska Ballasko (Vienna, 24 gennaio 1909 – Berlino Ovest, 10 maggio 1976), è stata un'attrice e doppiatrice austriaca.

## Biografia
Figlia di un alto ufficiale, nata nell'Impero austro-ungarico, Viktoria von Ballasko frequentò l'accademia di arti drammatiche dopo essersi diplomata al liceo. Iniziò la sua carriera nel 1929, recitando a Berna, Chemnitz e Breslavia. Nel 1935, apparve sulle scene berlinesi, anno in cui cominciò a lavorare anche per il cinema come doppiatrice. Il suo primo film come attrice fu L'imperatore della California di Luis Trenker. A questo seguì Kinderarzt Dr. Engel, dove le fu affidato il ruolo di protagonista a fianco di Paul Hörbiger. Biondina dall'aspetto fragile, ricoprì ruoli di donna seria, disinteressata e comprensiva.
Alla fine della seconda guerra mondiale, continuò a lavorare alla radio e come doppiatrice. Nel 1945, firmò la sceneggiatura del documentario Anmut und Kraft. Frauensport unter der Zeitlupe prima di tornare a recitare per il grande schermo. Alla fine degli anni quaranta, riprese infatti la carriera cinematografica girando due film per la DEFA, gli studi cinematografici della DDR. Nel 1957, dopo alcune altre interpretazioni, si ritirò dagli schermi. Il suo ultimo film fu Made in Germany - Ein Leben für Zeiss, prodotto in Germania Federale e diretto da Wolfgang Schleif.
Nella sua carriera di doppiatrice, diede la voce ad attrici come Annabella e Joan Fontaine.

## Vita privata
Nel 1949, l'attrice si era sposata con Curt Behrendt. Morta il 10 maggio 1976, venne sepolta a Giesensdorf, nella Grande Berlino.

## Filmografia
- L'imperatore della California (Der Kaiser von Kalifornien), regia di Luis Trenker (1936)
- Kinderarzt Dr. Engel, regia di Johannes Riemann (1936)
- Ball im Metropol, regia di Frank Wisbar (1937)
- Die Warschauer Zitadelle, regia di Fritz Peter Buch (1937)
- La vita del dottor Koch (Robert Koch, der Bekämpfer des Todes), regia di Hans Steinhoff (1939)
- Und wieder 48, regia di Gustav von Wangenheim (1948)
- Unser täglich Brot, regia di Slatan Dudow (1949)
- Die Schuld des Dr. Homma, regia di Paul Verhoeven (1951)